# 太子町立中学校
太子町立中学校（たいしちょうりつちゅうがっこう）は、大阪府南河内郡太子町にある公立中学校。
太子町立の中学校は1校のみであり、「中学校」の前に名前は付いていない。
大阪教育大学の協力を得て、同大学の学生が放課後に生徒の自学自習のサポートをおこなう「放課後学習チューター」の事業を実施している。またアメリカ合衆国の中学校との交流・相互訪問、選択教科での福祉体験学習の取り組みなどもおこなっている。

## 沿革
現在の太子町の区域は、学制改革で新制中学校制度が発足した1947年当時は磯長村・山田村の2村に分かれていた。各村ごとに磯長村立中学校・山田村立中学校が設置された。磯長村立中学校は磯長村立小学校（現在の太子町立磯長小学校）、山田村立中学校は山田村立小学校（現在の太子町立山田小学校）に、それぞれ併設された。
翌1948年には磯長村・山田村の学校組合が創設され、両校は1949年に合併して学校組合立科長原中学校となった。磯長村・山田村の合併で太子町が成立したことに伴い、1956年9月30日に学校組合を解消して太子町立中学校となった。

## 通学区域
- 南河内郡太子町 全域

## 交通
- 近鉄長野線 喜志駅または近鉄南大阪線 上ノ太子駅から、金剛バス太子線・喜志循環線「春日口」バス停下車徒歩約12分。